# Новгородская областная филармония имени А. С. Аренского
Новгородская областная филармония имени А.С. Аренского —  государственное учреждение культуры в Великом Новгороде.

## История
История филармонии началась 18 сентября 1944 года, когда было образовано Новгородское областное концертно-эстрадное бюро. Его руководителем был С.Л.Яхнис. Первоначально бюро обосновалось в Боровичах, так как областной центр лежал в руинах. Одной из его первых солисток была певица Галина Павловна Вишневская, в будущем - певица с мировым именем. В 50-х в филармонии работал выдающийся певец Константин Сокольский.
В 1959 году филармония была переведена в Новгород. После смерти Яхниса директором был назначен Петр Васильевич Диденко. При нём впервые в 1969 году был организован фестиваль искусств «Русская музыка».
В 1983 году директором филармонии стал Леонид Владимирович Шитенбург.
В 1987 году филармония стала располагаться в Кремле в здании Митрополичьих покоев. Его постройка связана с именем известного иерарха Русской Православной Церкви – митрополита Новгородского и Старорусского Арсения (Стадницкого). На постоянной основе стали проходить музыкальные фестивали «Рождественский подарок», «Русская музыка», Праздник Славянской письменности и культуры, «Музыкальные прогулки по Европе», «Фестиваль искусств имени А.Аренского», Пасхальный фестиваль, Ассамблея искусств для детей и юношества «Звёзды XXI века».
На базе филармонии создано несколько творческих коллективов: Камерный оркестр и Оркестр русских народных инструментов им. В.Г.Бабанова, камерные ансамбли «Трубадур» и «До-ми-солька». Коллективы и солисты филармонии гастролируют по Северо-Западу России и за пределы страны. Так, в разные годы коллектив давал концерты в республике Беларусь, Финляндии, странах Прибалтики, Польше, Германии, Литве, Украине, Канарских островах.
С 2008 по 2010 год филармонию возглавляла Светлана Алексеевна Резаева. При ней была проведена масштабная реконструкция и реставрация здания. К 65-му юбилейному сезону 1150-летию Великого Новгорода филармонией был подготовлен фестиваль «Кремль музыкальный». Его участниками стали Народный артист РФ Дмитрий Хворостовский, Заслуженный артист РФ Денис Мацуев, Государственный оркестр «Виртуозы Москвы» под руководством Владимира Спивакова, Большой симфонической оркестр им. П.И. Чайковского и др. Фестиваль такого уровня проводился в Новгороде впервые.
В 2010 году директором филармонии стал Вахрушев Александр Алексеевич.
В 2011 году филармонии было присвоено имя композитора Антония Степановича Аренского, чья жизнь была на протяжении многих лет связана с Новгородской землёй. В 2013 году в филармонии установлен бюст композитора.
С января 2018 года в результате реорганизации филармония вошла в состав Новгородского областного театрально-концертного агентства. Его генеральным директором стал Александр Вахрушев. В объединение также вошли Новгородский академический театр драмы, киноцентр «Россия», Новгородский областной Дом народного творчества.
- Новгородская областная филармония
- Колонный зал филармонии

## Коллективы филармонии

### Камерный оркестр
В 90-х годах Наталья Виноградова объединила музыкантов города для создания Камерного оркестра. Благодаря её усилиям оркестр довольно скоро получил поддержку Новгородского городского отдела культуры, а в 1994 году и статус Камерного оркестра Новгородской филармонии.
В 2004 году оркестр совершил свой первый зарубежный тур:  концерты прошли в городах Финляндии (Турку, Хельсинки и других). Эта поездка наладила прочные и долговременные отношения с музыкантами из города Лоймаа (Финляндия), результатом совместного творчества стали три совместных диска. Позже последовали гастроли в Польшу, Эстонию  и Литву.
Оркестр открыт к экспериментам. В 2013 году оркестр представил совсместный симфо-рок проект с новгородской рок-группой АПМ. Оркестр создаёт музыкально-литературные композиции, даёт совместные концерты с приглашённым музыкантами из Санкт-Петербурга. Так, на счету коллектива - совместный джазовый концерт с пианистом Даниилом Крамером, программа с джазовым Трио Александра Маслова.
3 апреля 2012 года на открытии фестиваля «Дягилевские вечера» в исполнении Александра Дягилева и камерного оркестра Новгородской филармонии прозвучало «Танго Каприччиозо» для альта с оркестром Сергея Дягилева-младшего под управлением автора (премьера 24 октября 2011 г. на фестивале «DiaghilevP.S.»).
В разные годы с оркестром выступали выдающиеся музыканты: Марк  Варшавский (виолончель), Дора Швацберг (скрипка), Ариадна Анчевская (скрипка), Хорхе Босо (виолончель), Тина Тинг Хельсинг (труба), Юрий Серов (пианист, дирижёр), Константин Барышев (труба), Джени Ли (скрипка), Бенжамин Лё де Сан Дени (дирижёр).
Сейчас художественным руководителем и дирижером Камерного оркестра является Лев Дунаев (Санкт-Петербург).

### Оркестр русских народных инструментов
Оркестр русских народных инструментов Новгородской областной филармонии создан в феврале 2001 года. В 2004 году ему было присвоено имя создателя оркестра Виктора Григорьевича Бабанова, в прошлом преподавателя Новгородского музыкального училища, основоположника школы исполнительства на народных инструментах в Новгородской области.
Единственный профессиональный оркестр Новгородской области, работающем в народно-инструментальном исполнительском жанре. За большой вклад в популяризацию русской музыки, высокий профессионализм, и плодотворную работу оркестр награжден дипломами различных конкурсов и фестивалей, благодарностями Глав муниципальных районов и городов, Благодарственными письмами различных фондов, учреждений и организаций. В июне 2011 года коллектив стал лауреатом Гран-при Международного фестиваля-конкурса «У Черного моря» г. Ялта, Украина. В 2012 году стал лауреатом премии «Браво» Администрации Новгородской области.
В составе оркестра выпускники разных лет Новгородского областного колледжа искусств им. С.В.Рахманинова, получившие  дальнейшее высшее музыкальное образование в разных городах России.
Оркестр сотрудничает с выдающимися музыкантами:
- с Народным артистом Советского Союза солистом ГАБТ России Владимиром Маториным (бас)
- Народным артистом России Бедросом Киркоровым
- Лауреатом Всероссийских и международных конкурсов, солисткой Национального Академического оркестра русских народных инструментов им. Н.П.Осипова – Любовью Муравьевой (гусли-звончатые) г.Москва
- солистом ГАБТ России Виталием Панфиловым (тенор)
- Заслуженной артисткой России Галиной Шабаровой (народное пение)
- Заслуженной артисткой республики КОМИ Ольгой Сосновской (сопрано) и многими другими.
Сегодня художественный руководитель и главный дирижер оркестра – Виталий Владимирович Беляев.

## Солисты филармонии
Народный артист РФ Бедрос Киркоров
Заслуженная артистка РФ Галина Шабарова
Лауреат международных конкурсов Даниил Шабаров
Лауреат международных конкурсов Любовь Макуха

## Фестиваль искусств «Русская музыка»
Фестиваль ежегодно проводится с 1969 года и является одним из старейших в России. Традиционно проходит весной, в марте.
За последние годы на сцене Новгородской филармонии звучал симфонический оркестр им. Е.Светланова под управлением Марка Горенштейна, симфонический оркестр Мариинского театра под управлением Валерия Гергиева, национальный симфонический оркестр под управлением Владимира Спивакова, Государственный академический русский народный хор им. М.Е.Пятницкого, Национальный академический оркестр народных инструментов России им. Н.П.Осипова, Санкт-Петербургский Государственный академический театр балета имени Леонида Якобсона, солисты: Андрей Петров, Дора Шварцберг, Елена Образцова, Любовь Казарновская, Граф Муржа и др.
В 2019 году фестиваль отмечает полувековой юбилей.

## Награды
- Благодарность Президента Российской Федерации (2015) — за активное участие в подготовке и проведении мероприятий, посвященных 70-летию Победы в Великой Отечественной войне

## Местоположение
Кремль, 8